# NGC 2070
NGC 2070 je H II područje u zviježđu Zlatnoj ribi. 
U ovoj su maglici među ostalim nalazi vrlo mladi skup R136. 2001. godine su u njemu astronomi Philip Massey, Laura R. Penny i Julia Vukovich otkrili zvijezdu koja je u onom vremenu bila najveća poznata u cijelom svemiru. Spektralna je tipa O3.

## Vanjske poveznice
- SEDS: NGC 2070